# Fájlméret
A fájlméret azt mutatja meg, hogy egy számítógépes fájl mennyi adatot tartalmaz, illetve, hogy mennyi tárhelyet foglal el. A fájlméretet általában a byteon alapuló mértékegységekben fejezik ki. Megállapodás szerint a fájlméret mértékegységek vagy metrikus előtagot (mint a megabyte és a gigabyte) vagy bináris előtagot (mint a mebibájt és a gibájt) használnak.
Amikor egy fájl egy fájlrendszerbe íródik, ami a legtöbb modern eszközön így van, előfordulhat, hogy a fájl valamivel több lemezterületet foglal el, mint amennyit a fájl igényel. Ez azért van, mert a fájlrendszer a méretet úgy kerekíti fel, hogy az tartalmazza a fájl által használt utolsó lemezszektorban maradt felhasználatlan helyet. (A szektor a fájlrendszer által címezhető legkisebb terület. Egy lemezszektor mérete néhány száz és néhány ezer bájt között mozog). A fel nem használt helyet nevezzük üres területnek vagy belső töredezettségnek. Bár a kisebb szektorméretek lehetővé teszik a lemezterület sűrűbb használatát, csökkentik a fájlrendszer működési hatékonyságát.

## Maximális méret
A fájlrendszer által támogatott maximális fájlméret nemcsak a fájlrendszer kapacitásától függ, hanem a fájlméretre vonatkozó információk tárolására fenntartott bitek számától is. A FAT32 fájlrendszer maximális fájlmérete például 4 294 967 295 bájt, ami egy bájttal kevesebb, mint négy gigabájt. Az alábbi táblázat részletezi a maximális fájlméretet számos elterjedt vagy történelmi fájlrendszer esetében.
| Fájlrendszer | Maximális méret                                                      |
| ------------ | -------------------------------------------------------------------- |
| APFS         | 8 EB                                                                 |
| exFAT        | 16 EB                                                                |
| FAT12        | 16 MB (4 KB-os clustermérettel) vagy 32 MB (8 KB-os clustermérettel) |
| FAT16B       | 2 GB (LFS nélkül) vagy 4 GB (LFS-sel)                                |
| FAT32        | 4 GB                                                                 |
| HFS          | 2 GB                                                                 |
| HFS+         | 8 EB                                                                 |
| HPFS         | 2 GB                                                                 |
| NTFS         | 16 EB                                                                |

## Információs egységek
A bájt az információ tipikus alapegysége. A nagyobb fájlok méretét jellemzően kilobájt, megabájt vagy gigabájt használatával fejezik ki, attól függően, hogy mekkora a fájl mérete. Bár ezek a nagyobb egységek nem olyan pontosak, mint a bájtméret, a legtöbb operációs rendszer a fájl tulajdonságainak közvetlen vizsgálatával feltárja a fájl valódi bájtméretét. A parancssori eszközök is képesek a pontos bájtméretet megadni.
Egy fájlrendszer minden méretet metrikus rendszerben jeleníthet meg, és csak a kis fájlok esetében jelzi a "kB", míg egyes fájlrendszerek/operációs rendszerek a számítógépeken hagyományosan használt bináris rendszerben jelenítik meg a méretet minden méretre, pl. "KB", míg a merevlemezgyártók a metrikus rendszert használják (pl. GB = 1 000 000 000 bájt és TB = 1000 GB).
Kilobájt (KB) (JEDEC), néha egyértelműen kibibájtnak (KiB)(IEC) nevezik. Néha kB-ot használnak, kisbetűs SI-prefixummal "k-" a kiló (1000) helyett, ami akkor mindig 1000 bájtnak felel meg.
A fájlátvitel (pl. "letöltés") használhat bájtegységek (pl. MB/s) bináris és nem metrikus rendszerben megadott sebességeket, míg a hálózati hardverek, mint például a WiFi, mindig a metrikus rendszert használják (Mbit/s, Gbit/s stb.). bitegységekből (és többet kell küldeni, mint maguk a fájlok, így némi többletköltséget kell számításba venni), ami a felületesen hasonló kifejezéseket nagyon inkompatibilissé teszi.